# Cibao
El Cibao es una región  que se ubica en la parte norte de la República Dominicana. Queda limitada por la frontera internacional con Haití al oeste; la cordillera central al suroeste y sur; al sureste con la sierra de Yamasá y Los Haitises; al este con la bahía de Samaná y al norte con el Océano Atlántico.             
Su capital es Santiago de los Caballeros divide la región en 2 partes con climas ligeramente diferentes. La parte más oriental (bañada por el río Yuna) se extiende hacia el Este es más húmeda, y la parte más occidental (bañada por el río Yaque del Norte) limita al oeste con la frontera dominico-haitiana es menos húmeda.        
La región posee su propia identidad cultural y aunque no posee la categoría de división administrativa, conforma una "macrorregión de desarrollo"; sin gran gama industrial y altos niveles de progreso entre sus habitantes cuenta con altos niveles de escolarización y la mayor calidad de vida de entre las tres regiones de la República Dominicana; no obstante, antiguamente era un departamento durante la ocupación haitiana (1822-1844) y en los primeros años de vida nacional independiente. El Cibao se caracteriza socioculturalmente por el abrumador predominio del legado español y económicamente por ser la región más próspera del país.

## Toponimia
La palabra nativa "Cibao", que significa "lugar donde abundan las rocas", era un nombre usado por los nativos para llamar a la isla, pero fue usado por los españoles en su conquista para referirse específicamente a la zona de la cordillera Central, ganándose los títulos "lugar de abundantes aguas" y "lugar donde hay oro", refiriéndose a los valles que se encuentran entre las cordilleras Central y Septentrional.

## Geografía
El Cibao ocupa toda la parte norte del territorio dominicano. Al norte y al este de la región se encuentra el océano Atlántico, al oeste se encuentra la República de Haití y al sur la Cordillera Central, que separa El Cibao de las demás regiones.

## Demografía
El Cibao contaba con una población de 3 469 856 en 2024.
| Provincia              | Capital                     | Área (km²) | Población | Densidad (hab/km²) | Número en el mapa |
| ---------------------- | --------------------------- | ---------- | --------- | ------------------ | ----------------- |
| Dajabón                | Dajabón                     | 1020,73    | 67 296    | 66                 | 4                 |
| Duarte                 | San Francisco de Macorís    | 1605,35    | 301 576   | 188                | 5                 |
| Espaillat              | Moca                        | 838,62     | 242 158   | 289                | 8                 |
| Hermanas Mirabal       | Salcedo                     | 440,43     | 91 726    | 208                | 21                |
| La Vega                | Concepción de La Vega       | 2287,24    | 442 719   | 182                | 13                |
| María Trinidad Sánchez | Nagua                       | 1271,71    | 140 506   | 110                | 14                |
| Monseñor Nouel         | Bonao                       | 992,39     | 176 994   | 178                | 15                |
| Montecristi            | San Fernando de Montecristi | 1924,35    | 119 260   | 62                 | 16                |
| Puerto Plata           | San Felipe de Puerto Plata  | 1852,90    | 336 066   | 181                | 20                |
| Samaná                 | Santa Bárbara de Samaná     | 853,74     | 115 660   | 135                | 22                |
| Sánchez Ramírez        | Cotuí                       | 1196,13    | 151 612   | 127                | 23                |
| Santiago               | Santiago de los Caballeros  | 2836,51    | 1 072 737 | 378                | 28                |
| Santiago Rodríguez     | San Ignacio de Sabaneta     | 1111,14    | 57 023    | 51                 | 29                |
| Valverde               | Santa Cruz de Mao           | 823,38     | 181 277   | 220                | 31                |
| Total                  |                             | 19 058,62  | 3 469 856 | 182                | -                 |

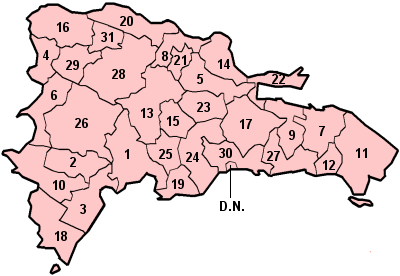
Mapa de las provincias de República Dominicana

La mayoría de la población se encuentra en el centro de la región. La ciudad de Santiago de los Caballeros, constituye el foco principal del desarrollo de la zona.
Dos de los mayores ríos del país se encuentran dentro de esta región: el Yaque del Norte, el río más grande de la República Dominicana, y el Yuna. Ambos de estos ríos contienen varias cadenas de embalses utilizados para dotar a la región con agua para el riego —ya que la agricultura es la actividad principal de la zona— y la energía hidroeléctrica. El arroz, café y cacao son los cultivos más importantes en la zona.
La Cordillera Central también tiene una importante actividad minera. Sus recursos minerales principales son el oro, hierro y níquel, entre otros. La internacionalmente conocida Falconbridge es la empresa encargada de la extracción de estos minerales.
La costa atlántica del país es bien conocida por tener hermosas playas. Varios centros turísticos se han desarrollado a lo largo de la costa de la región, entre ellos Sosúa, originalmente una comunidad pequeña judía establecida en la década de 1940; Cabarete, uno de los centros más importantes en el Caribe para competiciones internacionales de surfing; y más recientemente en Samaná, ideal para el ecoturismo y observación de ballenas.

## Cultura
La región no es solo una unidad geográfica, sino también una unidad cultural y lingüística. Un dialecto típico del español se habla en la zona, caracterizado por varias frases idiomáticas regionales, las expresiones, y una manera particular de hablar. Un "cibaeño" puede ser identificado al hablar debido a la peculiar sustitución de las consonantes "R" y "L" por la vocal "I" al hablar. Esto es referido coloquialmente como "hablar con la 'i'."
El merengue que se toca con la güira, la tambora y el acordeón, es originario del Cibao y su nombre es merengue típico. Este tipo de merengue es el perico ripiao.
A finales de enero y hasta febrero, se celebran carnavales en varias ciudades de la región. El más popular de estos pertenece a la ciudad de La Vega, y se remonta al primer asentamiento europeo. Comenzó como una actividad religiosa celebrada la temporada previa a la Cuaresma, y el tema del carnaval gira en torno a la victoria del bien sobre el mal.
Muchos patriotas dominicanos importantes eran de origen cibaeño. Entre los más importantes están Juana Saltitopa, que tuvo una destacada participación en la guerra por la independencia dominicana, específicamente en la Batalla del 30 de Marzo de 1844 en Santiago de los Caballeros. Además los generales Santiago Rodríguez y Gregorio Luperón, que fueron responsables de la Restauración de la República en las últimas décadas del siglo XIX. Durante la dictadura de Trujillo, las hermanas Mirabal organizaron movimientos clandestinos dispuestas a rebelarse en contra de la tiranía trujillista. Las hermanas fueron brutalmente asesinadas en 1960, y siguen siendo hoy en día consideradas grandes mártires de la nación dominicana. (María Cabrera).

## Cibaeños destacados
- Juana Saltitopa
- Santiago Rodríguez
- Gregorio Luperón
- Juan Bosch
- Antonio Guzmán
- Manny Pérez
- Adriano Espaillat
- Carlos de la Mota
- Cirilo J. Guzmán
- Frank Moya Pons
- Manny Ramírez
- Joaquín Balaguer
- Hipólito Mejía
- Abel Martínez (político)
- José Ramón Fadul
- José Rafael Abinader
- Ydanis Rodríguez
- Guillermo Linares